# Anacroneuria aurata
Anacroneuria aurata är en bäcksländeart som beskrevs av Jewett 1959. Anacroneuria aurata ingår i släktet Anacroneuria och familjen jättebäcksländor. Inga underarter finns listade i Catalogue of Life.